# Ambrosio Nicolás Mariano de Pinedo y Arce
Ambrosio Nicolás Mariano de Pinedo y Arce fue un militar que participó de la lucha contra las Invasiones Inglesas al Río de la Plata de 1806 y 1807 adhiriendo luego al movimiento emancipador.

## Biografía
Ambrosio Pinedo nació en Buenos Aires, Gobernación del Río de la Plata (Imperio Español), hijo de Agustín Fernando de Pinedo y de Marta Bartolina de Arce y Báez de Alpoin, siendo bautizado el 10 de diciembre de 1763.
Ingresó como alférez al Regimiento de Dragones de Buenos Aires el 2 de agosto de 1779. Ascendió a teniente en 1786, a ayudante mayor en 1800 y a capitán en 1803.
Integrando el cuerpo de Dragones, al mando de su hermano Agustín José de Pinedo, luchó en las Invasiones Inglesas, participando el 12 de agosto de 1806 en la reconquista de Buenos Aires y en la defensa de Montevideo el siguiente año, siendo herido gravemente en el asalto británico del 3 de febrero de 1807.

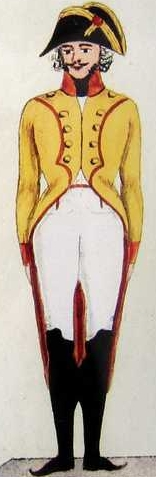
Uniforme de oficial de Dragones (1807).

Contra todo pronóstico se recuperó y por su comportamiento en la defensa de esa plaza fue ascendido a teniente coronel el 9 de febrero de 1808.
Asistió al Cabildo abierto del 22 de mayo de 1810 donde adhirió al voto de Manuel Belgrano, tendiente a la conformación de una junta de gobierno, otorgando voto decisivo al síndico procurador.
Tras la conformación de la Primera Junta de gobierno y visto el rumbo del movimiento revolucionario, Pinedo se alejó de su adhesión inicial al gobierno, pese a lo cual se le otorgó el retiro con grado de coronel el 3 de noviembre de 1810.
Pinedo no abandonó la causa patriota. Un manuscrito de la época, al referirse a las reuniones secretas afirma: "asistí a otra a cuatro millas de la ciudad que solía durar dos y tres días y que era la más libre contra la autoridad donde se reunían don Celestino Vidal, coronel mayor don Manuel Pintos, coronel don José Millán, general don Enríque Martínez, presbítero don Ignacio Grela, coronel don Vicente Dupuy, coronel don Ambrosio Pinedo (que ha muerto con la nota de antipatriota y es una impostura), general don Domingo French, capitán don Diego Saavedra, capitán don José Cipriano Pueyrredón, don Lorenzo López..."
Falleció soltero y sin descendencia conocida. Era tío de Agustín Mariano de Pinedo, hijo de su hermano Agustín José de Pinedo y futuro general de la Confederación Argentina.